# Exclusión alélica
La exclusión alélica es el proceso por el cual uno de los dos alelos para un gen se expresa mientras el otro queda silenciado. Este silenciamiento puede darse de manera pretranscripcional (sólo uno de los dos alelos es transcrito), postranscripcional (en este caso ambos alelos son transcritos, pero solo uno de ellos es traducido a proteína) o postraduccional (siendo degradada el producto proteínico de uno de los alelos). La expresión de una sola copia de un gen regulador puede ser importante durante el desarrollo.

## Historia
Este proceso fue observado por primera vez por Pernis et al. en 1965 estudiando la expresión de las cadenas pesadas y ligeras de las inmunoglobulinas en células B.

## Exclusión alélica en células B

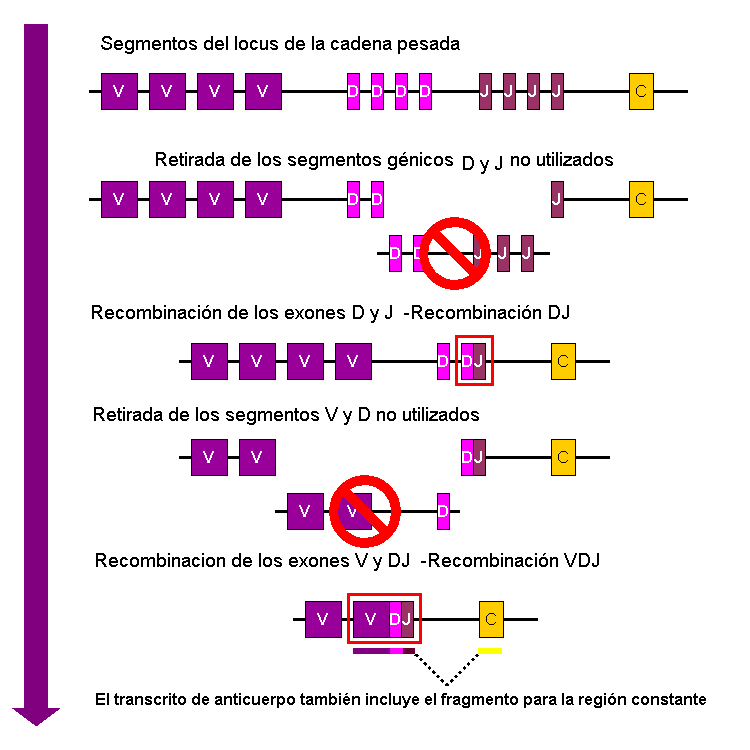
Recombinación de los diferentes segmentos de las cadenas pesadas de las inmunoglobulinas.

Las células B son linfocitos que juegan un papel importante en la respuesta humoral del sistema inmune, siendo una de sus principales funciones producir anticuerpos contra antígenos. El receptor de las células B es una inmunoglobulina, y estas están formadas por dos cadenas pesadas y dos cadenas ligeras que poseen una región constante (C) y una variable (V) codificadas por segmentos distintos de ADN, que mediante procesos de recombinación forman un gen.
Tres loci independientes y en cromosomas distintos, codifican respectivamente, la cadena ligera k y la cadena ligera l y todas las cadenas pesadas (m y d) de las Ig. En los linfocitos B a pesar de existir dos copias para cada uno de los segmentos génicos V, diversidad (D), acoplamiento (J) y parte constante de las cadenas pesadas y ligeras, sólo una es expresada. En caso contrario se generarían anticuerpos en una misma célula con especificidades diferentes. 
La síntesis de una inmunoglobulina requiere en primer lugar la recombinación al azar entre los segmentos D y J, seguido de la unión en 5’ de un segmento V. Se forma así el complejo VDJ. Una vez que se ha generado una unión productiva V/D/J y unido el segmento C en 3’se obtiene un ARN transcripto primario; éste sufre eliminación de intrones y segmentos entre VDJ y C y se genera así el ARN mensajero que, al ser traducido, da lugar a una cadena pesada m. Finalmente los procesos de recombinación son detenidos en el otro cromosoma, de manera que no se puede dar lugar a un segundo anticuerpo maduro. En caso de darse la expresión de ambos alelos, la célula entra en apoptosis.
La generación de las cadenas ligeras k y l se produce de manera similar, salvo por la ausencia del segmento D. Por lo tanto, primero se forma el complejo VJ, al cual se le une el segmento C.
Aún no se conoce exactamente el mecanismo por el que se produce la exclusión alélica, pero existen hipótesis que apuntan que una vez producido un reordenamiento efectivo de los genes de las inmunoglobulinas, se envían señales negativas por parte de la proteína ya madura que evitan nuevos reordenamientos.

## Exclusión alélica en neuronas sensoriales
Una neurona olfativa de ratón presenta alrededor de 1300 genes para receptores de odorantes, de los cuales solo expresa uno. Esta es una característica esencial del sistema olfativo.
Una neurona olfativa contiene dos alelos del potenciador H (H enhancer), y solo uno de ellos es expresado. Se ha observado un mecanismo de metilación de CpA, posiblemente involucrado en este proceso de exclusión alélica.